# Proteste in Jerewan 1965
Die Proteste in Jerewan fanden am 24. April 1965, dem 50. Jahrestag des Völkermords an den Armeniern in Jerewan statt, der Hauptstadt der Armenischen Sozialistischen Sowjetrepublik in der damaligen Sowjetunion. Das Ziel der Demonstrationen war die Anerkennung des Völkermords von 1915. Die Proteste werden als der erste Schritt im Kampf für Aufarbeitung des Völkermordes betrachtet.
An diesem Tag versammelten sich zum ersten Mal in der Geschichte der Sowjetunion über 100.000 Demonstranten und hielten eine 24-stündige Demonstration vor dem Opernhaus im Gedenken an den 50. Jahrestag des Völkermordes im Osmanischen Reich ab. Sie verlangten von der sowjetischen Regierung die offizielle Anerkennung der von den Jungtürken verübten Verbrechen sowie den Aufbau einer Gedenkstätte in der Hauptstadt Armeniens.
Der 24. April 1915 war der Tag, an dem die osmanische Regierung mit der Massenverhaftung der armenischen Elite begann. Auf den Plakaten von 1965 waren nationalistische Losungen wie „Gerechte Lösung der Armenierfrage“ betreffend Westarmenien, Karabach und Nachitschewan zu lesen.
Mit den Rufen „unser Land, unsere Länder“ markierte die Hauptdemonstration das erste öffentliche Erwachen des armenischen Selbstbewusstseins in Sowjetarmenien. Die Regierung der Sowjetunion nahm die Belange der Demonstranten zur Kenntnis und gab eine Gedenkstätte für den Völkermord in Auftrag. Die Gedenkstätte Zizernakaberd wurde im Jahre 1967 vollendet.
Dem Beispiel dieser Demonstration folgend erfolgten ähnliche Proteste in der armenischen Diaspora der gesamten Welt. Der 24. April wird seither als Völkermordgedenktag begangen. Seit dem Tag der Proteste besuchen Armenier und andere die Stätte bis heute, um ein Ende der Leugnung des Völkermords an den Armeniern durch die Türkei zu erreichen.